# Экаджати
Экаджати (IAST: Ekajaṭī или Ekajaṭā; Вайли ral chig ma) — «один локон», «имеющая волосы, сплетённые в один локон») — одна из охранителей буддийского учения, является одной из самых мощных и жестоких богинь индо-тибетской мифологии. Экаджати является предводительницей дакинь и символизирует недвойственность дхармы. Также известна как Голубая Тара.
Согласно тибетским легендам, она была бонской богиней неба, чей правый глаз был пронзён мастером тантры Падмасамбхавой, чтобы она могла более эффективно помогать ему покорять тибетских демонов. Она считается одним из трёх основных защитников школы Ньингма линии наряду с Рахулой и Ваджрасадху.
Часто Экаджати изображается как освободитель на мандалах Зеленой Тары. Также её описывают как удаляющую страх врагов, распространяющую радость и ликвидирующую личные препятствия на пути к просветлению.
Экаджати является защитником тайных мантр и «как мать матерей всех Будд» представляет конечное единство. Согласно Намкай Норбу Ринпоче все Учения имеют особую связь с той или иной энергией восьми главных классов охранителей, и Экаджати является главной защитницей учения Дзогчен и «олицетворяет в корне недвойственную природу изначальной энергии».

## См.также
- Дхармапала
- Дзогчен